# 鳩の撃退法
『鳩の撃退法』（はとのげきたいほう）は、佐藤正午による日本の長編小説。2014年に小学館から出版され、第6回（2015年度）山田風太郎賞を受賞した。2018年に小学館から文庫化および電子書籍化。2021年には小学館から上巻のみオーディオブック化。
2021年に映画化された。

## あらすじ
とある地方都市での「バーのマスターの家族」と「郵便局員」の失踪、偽札の疑惑付きの大金など、元直木賞作家の津田伸一の周辺で起こる不可思議な出来事を、津田自身が見聞した事実をベースとしながら、そこに津田が脚色や推測や想像や創作を加え、自分自身以外はすべて仮名にして、「過去に実際にあった事実」ではなく「過去にあり得た事実」を小説として描いていく。

## 登場人物
津田伸一（つだ しんいち）
元直木賞作家だが、現在はとある地方都市でデリヘル「女優倶楽部」の送迎ドライバーとして生計を立てている。40代。
幸地秀吉（こうち ひでよし）
家族とともに忽然と姿を消したバー「スピン」のマスター。37歳。
幸地奈々美（こうち ななみ）
秀吉の妻。5年前に秀吉と出会った時にはすでに娘の茜を妊娠していた。35歳。
房州老人（ぼうしゅうろうじん）
つぶれかけた古書店「房州書店」の店主の気難しい老人。死後、津田にキャリーバッグに入った3000万円以上の大金を残す。
沼本（ぬもと）
津田が行きつけにしているドーナツショップのアルバイト店員。20代。週末はバー「チキチキ」でホステスのアルバイトもしている。源氏名は「あつこ」。
女優倶楽部社長
デリヘル「女優倶楽部」の経営者。30代後半。成瀬巳喜男の映画のファンで、デリヘル嬢たちの源氏名に昔の女優の名前を付けている。
高峰秀子
「女優倶楽部」のデリヘル嬢。リピーターの客に晴山次郎がいる。
浅丘ルリ子、内藤洋子、司葉子、小川真由美
「女優倶楽部」のデリヘル嬢たち。
慎改美弥子（しんかい みやこ）
不動産屋。津田とはかつて不倫していたが、今は険悪な仲。
真珠美（ますみ）
美弥子の夫の妹。銀行員。津田が地方都市に来て最初に居候していた女性。
網谷千沙（あみたに ちさ）
美弥子がベビーシッターに雇っていた大学4年生。津田が現在居候している女性。
岩永（いわなが）
「スピン」のチーフ。
ゆうこ
「チキチキ」のママ。「チキチキ」では週末にAKB祭りなるものが開催されている。
みなみ
「チキチキ」のホステス。津田とは過去に1度会ったことがあるが、津田は覚えていない。
ともみ、まりこ
「チキチキ」のホステスたち。
晴山次郎（はれやま じろう）
失踪した郵便配達員。奈々美の不倫相手。
倉田健次郎（くらた けんじろう）
地方都市の裏社会、通称「本通り裏」を牛耳る男。30代後半。幸地秀吉の古くからの親友。
まえだ
津田が行きつけにしている床屋「まえだ」の店主。30代後半。女優倶楽部社長とは幼稚園からの同級生。
加奈子（かなこ）
まえだや女優倶楽部社長の先輩。東京の中野ふれあいロードでバー「オリビア」を経営している。
鳥飼なほみ（とりがい なほみ）
東京の出版社の編集者。「オリビア」で津田と出会う。31歳。既婚。お多福顔。中学生の頃から津田の小説のファン。
平原（ひらはら）
鳥飼の先輩編集者。優れた編集者だが変人。あだ名はヒラコ。中学までのあだ名はハラコ。

## 書誌情報
- 小学館、2014年11月13日発売 
  - 上巻：ISBN 978-4093863889
  - 下巻：ISBN 978-4093863896
- 小学館文庫、2018年1月4日発売 
  - 上巻：ISBN 978-4-09-406486-5
  - 下巻：ISBN 978-4-09-406487-2

電子書籍
- 小学館：2018年1月19日発売

オーディオブック
- 小学館：2021年8月13日発売（上巻のみ）

## 映画
2021年8月27日に公開された。監督はタカハタ秀太、主演は藤原竜也。
全体的に原作よりもストーリーが短縮され、登場しない人物や省略されたエピソードがある他、原作とは名前が変えられた登場人物がいる。また原作では舞台となる地方都市はどことも言及されてないが、映画では富山県に設定され、富山ロケがされている。

### キャスト
- 津田伸一：藤原竜也
- 鳥飼なほみ：土屋太鳳[5][6]
- 幸地秀吉：風間俊介[5][6]
- 沼本：西野七瀬[5][6]
- 幸地奈々美：佐津川愛美[7][8]
- 加賀まりこ[※ 1]：桜井ユキ[7][8]
- 晴山次郎：柿澤勇人[7][8]
- 多々良：駿河太郎[7][8]
- 大河内：浜野謙太[7][8]
- 川島社長：岩松了[7][8]
- 山下：村上淳[7][8]
- 加奈子：坂井真紀[7][8]
- 堀之内：濱田岳[7][8]
- 松方：浜中文一[9]
- 田中：佐藤新[9]
- 大木：森下能幸[10]
- 吟子：森カンナ[10]
- 岩永：矢野聖人[10]
- 佐野：ついひじ杏奈[10]
- けい子：円井わん[10]
- 奥平南：安藤聖[10]
- 慎改美弥子：石橋けい[10]
- 真由美：佐藤玲[10]
- 中川：伊島空[10]
- 岡本：古河耕史[10]
- 房州老人：ミッキー・カーチス[7][8]
- まえだ：リリー・フランキー[7][8]
- 倉田健次郎：豊川悦司[5][6]

### スタッフ
- 原作：佐藤正午『鳩の撃退法』（小学館刊）
- 監督：タカハタ秀太
- 脚本：藤井清美、タカハタ秀太
- 脚本協力：舘そらみ
- 音楽：堀込高樹（KIRINJI）[11]
- 主題歌：KIRINJI feat.Awich「爆ぜる心臓」（ユニバーサル ミュージック）[11]
- 製作：髙橋敏弘、藤田浩幸、潮田一、堀義貴、藤倉尚、久保雅一、有馬一昭
- 企画プロデュース：日枝広道、稲垣竜一郎
- プロデューサー：浅岡直人
- アソシエイトプロデューサー：長汐祐人、宍戸潤岳、秋吉朝子
- ラインプロデューサー：鶴賀谷公彦
- 音楽プロデューサー：高石真美
- 宣伝プロデューサー：永江智大、西田雅之
- 撮影：板倉陽子
- 照明：疋田ヨシタケ
- 録音：鈴木健太郎
- 編集：タカハタ秀太
- 美術プロデューサー：津留啓亮
- 美術・装飾：佐々木健一
- 助監督：松本壇
- 衣装：伊藤美恵子
- ヘアメイク：金山貴成
- 音響効果：赤澤勇二
- キャスティング：新江佳子
- 俳優担当：高屋隆太
- 音楽プロデューサー：高石真美
- 宣伝プロデューサー：永江智大、西田雅之
- 特殊メイク：百武朋
- スタント：高橋昌志
- アクション指導：柏崎博志
- アクションクルー：HAYAYE、井上景太、長島翼、樽谷佳典
- 制作プロダクション：AOI Pro.
- 制作協力：松竹撮影所、松竹映像センター
- 配給：松竹
- 製作幹事：松竹、電通
- 製作：「鳩の撃退法」製作委員会（松竹、電通、AOI Pro.、ホリプロ、ユニバーサルミュージック、小学館、イオンエンターテイメント）